# Peter Matthias Zerwas
Peter M. Zerwas (* 1942 in Miesenheim/Andernach) ist ein deutscher theoretischer Elementarteilchenphysiker.
Zerwas studierte Physik an der RWTH Aachen, wo er 1970 in Theoretischer Physik mit einer Dissertation über chirale Symmetrie promoviert wurde. Nach Postdoc-Jahren am DESY in Hamburg und am SLAC in Stanford/Kalifornien erhielt er 1976 eine Professur für Theoretische Physik in Aachen. 1991 wechselte er als Leitender Wissenschaftler zur Theorie-Gruppe am DESY, verbunden mit einer Professur an der Universität Hamburg; diese Positionen bekleidete er bis zur Emeritierung im Jahr 2007. 
Seine Tätigkeit in der Theoretischen Elementarteilchenphysik führte ihn zu Gastprofessuren und Forschungsaufenthalten u. a. an den Laboratorien für Hochenergiephysik CERN (Genf), SLAC (Stanford), FNAL (Chicago) und KEK (Tsukuba/Tokyo). Er leitete das „Experiments Committee“ an CERNs Large Electron-Positron Collider (LEP) und war Mitglied des Advisory Board der Particle Data Group am LBNL in Berkeley/Kalifornien. Ferner war er Mitherausgeber der Zeitschrift für Physik (Teilchen und Felder), gefolgt von European Physical Journal (Particles and Fields), bei Springer (Heidelberg), und Reports on Progress in Physics beim Institute of Physics (London).
Hauptarbeitsgebiet von Zerwas war in frühen Jahren die Quantenchromodynamik mit Quarks als fundamentalen Konstituenten der Materie und Gluonen, welche die Kräfte zwischen ihnen vermitteln. Auf diesem Gebiet wurde die charm-Quarkmasse zum ersten Mal aus Neutrino-Streudaten bestimmt; es wurden Arbeiten verfasst zum Übergang von schweren Quarks zu Jets (Peterson Fragmentation); zur Fragmentation von Gluonen in Hadron-Jets (Hoyer model), deren Entdeckung am DESY-Speicherring PETRA (Positron-Elektron-Tandem-Ring-Anlage) die Existenz von Gluonen experimentell sicherte; zu Signalen der Selbstwechselwirkung von Gluonen (Bengtsson-Zerwas Winkel), welche die asymptotische Freiheit der Quantenchromodynamik bewirkt; sowie zur hadronischen Struktur der Photonen. In späteren Jahren beschäftigte Zerwas sich mit theoretischen Vorhersagen für die Produktion von Higgs-Bosonen am LHC, sowie der Produktion von supersymmetrischen Teilchen. Breiten Raum in seinem Forschungsbereich haben vorbereitende theoretische Studien zum Physik-Potential eines in der Planungsphase befindlichen Elektron-Positron Linearcolliders für TeV-Energien eingenommen; die experimentelle Präzision eines solchen Colliders erlaubt es, physikalische Strukturen, z. B. von Higgs-Mechanismus und supersymmetrischen Szenarien, zu erforschen und in zugrunde liegende Theorien einzuordnen.

## Publikationen
- Zeitschriftenartikel und Beiträge zu Büchern und Konferenz-Proceedings sind im elektronischen Archivsystem der Hochenergiephysik gesammelt: INSPIRE HEP.

## Bücher
- Supersymmetry and unification of fundamental interactions, Proceedings, 10th International Conference, SUSY'02, Hamburg 2002, Hrsg. P.Nath and P.M.Zerwas.
- QCD - 20 years later, Proceedings, Conference, Aachen 1992, Vol.1,2, World Scientific Singapore, Hrsg. P.M.Zerwas and H.A.Kastrup.
- Proceedings: International Neutrino Conference, Aachen 1976, Vieweg Braunschweig, Hrsg. H.Faissner, H.Reithler and P.M.Zerwas.